# 1932 en musique classique
| \| • Retour à la chronologie générale de la musique classique • \| |
| Grèce • Rome • Haut Moyen Âge • VIIIe siècle • IXe siècle • Xe siècle • XIe siècle XIIe siècle • XIIIe siècle • XIVe siècle • XVe siècle • XVIe siècle • XVIIe siècle XVIIIe siècle • XIXe siècle • XXe siècle • XXIe siècle |
| • Retour à la chronologie générale de la musique classique • |

| Années en musique classique : 1929 - 1930 - 1931 - 1932 - 1933 - 1934 - 1935    |
| Décennies en musique classique : 1900 - 1910 - 1920 - 1930 - 1940 - 1950 - 1960 |

## Événements

### Créations
- 5 janvier :
  - Concerto pour la main gauche, de Maurice Ravel, créé à Vienne par son dédicataire Paul Wittgenstein.
  - Maximilien, opéra de Darius Milhaud est créé à l'Opéra de Paris, sous la direction de François Ruhlmann.
- 14 janvier : le Concerto en sol de Maurice Ravel, créé à Paris par Marguerite Long (piano) et l'Orchestre des Concerts Lamoureux, dirigé par le compositeur.
- 7 février : la Symphonie nº 6 de Louis Vierne, créé à New York par Carl Weinrich (en).
- 16 mars : 
  - la Symphonie no 4 d'Arnold Bax, créée à Los Angeles.
  - Maria Egiziaca, opéra d'Ottorino Respighi, créé au Carnegie Hall de New York, en version de concert.
- 20 avril : Le Bal masqué, cantate profane de Francis Poulenc, texte de Max Jacob, est créé au théâtre d'Hyères, sous la direction de Roger Désormière.
- mai : le Sextuor à cordes de Bohuslav Martinů est composé en une semaine et remporte le Prix Coolidge.
- 5 septembre : le Concerto en ré mineur pour deux pianos et orchestre de Francis Poulenc, créé à Venise.
- 9 octobre : la Symphonie no 4 de Karol Szymanowski, créée à Poznań.
- 31 octobre : le Concerto pour piano no 5 de Serge Prokofiev, créée à Berlin par le compositeur, sous la direction de Wilhelm Furtwängler.
- 9 novembre : la Symphonie no 1 de Dmitri Kabalevski, créée à Moscou.
- 9 décembre : le Quatuor à cordes d'Albert Roussel, créé à Bruxelles, par le Quatuor Pro Arte.
- 25 décembre : Ouverture de Germaine Tailleferre, créée par l'Orchestre symphonique de Paris.

Date indéterminée
- Cabildo, opéra d'Amy Beach.
- le Concerto pour piano et orchestre de Jean Françaix.
- Quatuor à cordes no 1 de Camargo Guarnieri.
- A Downland Suite, pour orchestre d'harmonie de John Ireland.
- la Sonate pour violoncelle et piano op. 17 de László Lajtha.

### Autres
- 7 octobre : Fondation par Thomas Beecham du London Philharmonic Orchestra.
- Fondation par le colonel Vassily de Basil et René Blum des Ballets russes de Monte-Carlo.
- Fondation du Triton, société de musique contemporaine parisienne, par Pierre-Octave Ferroud.

## Naissances

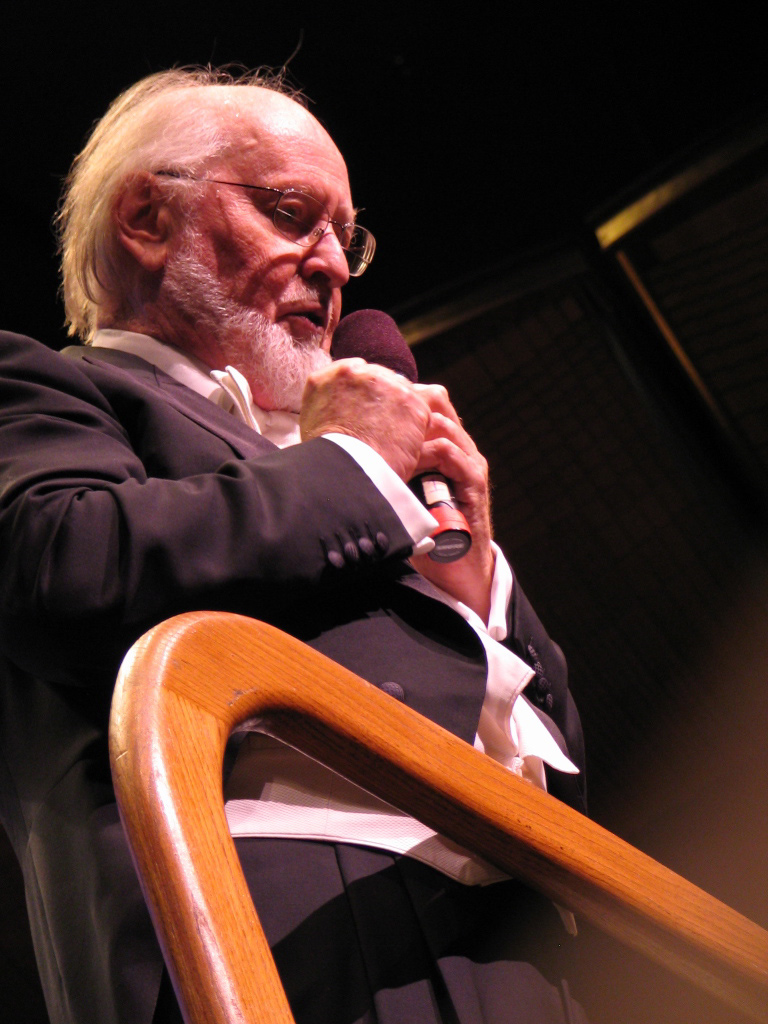
John Williams

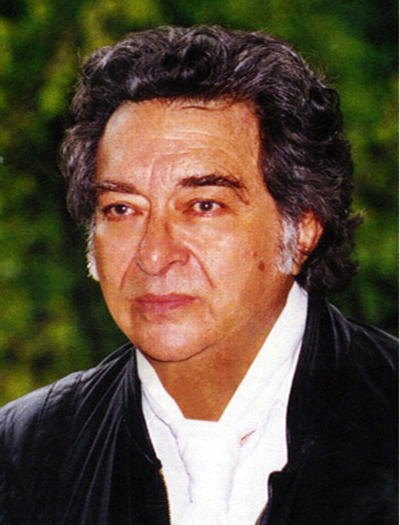
Carlos Païta

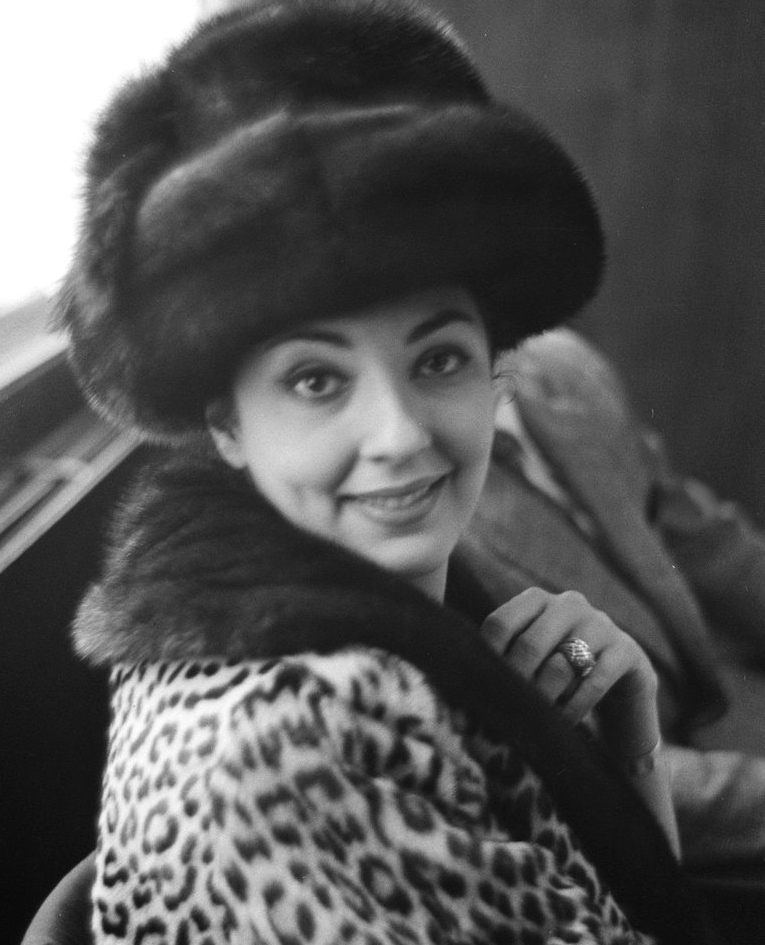
Anna Moffo

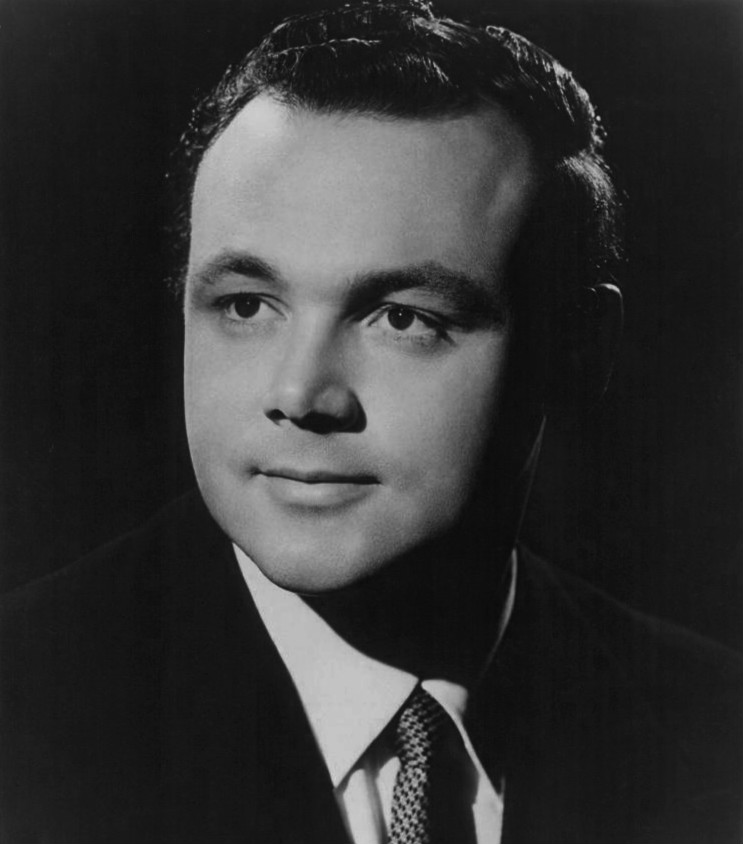
Pierre Duval

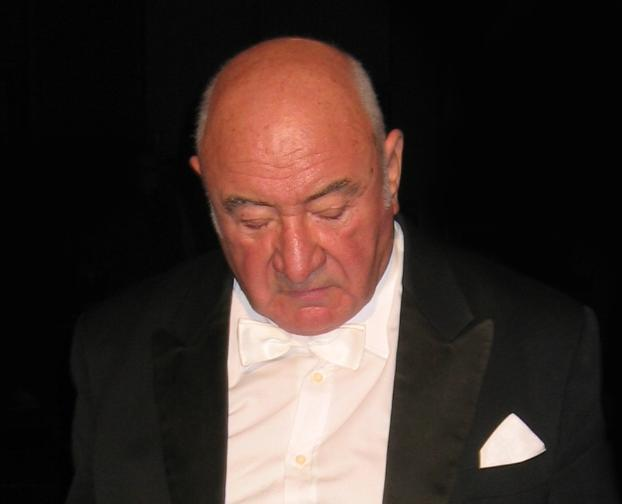
Anton Nanut

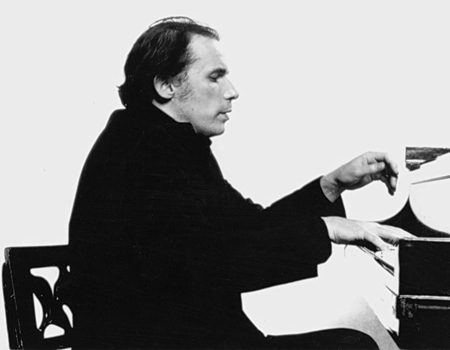
Glenn Gould

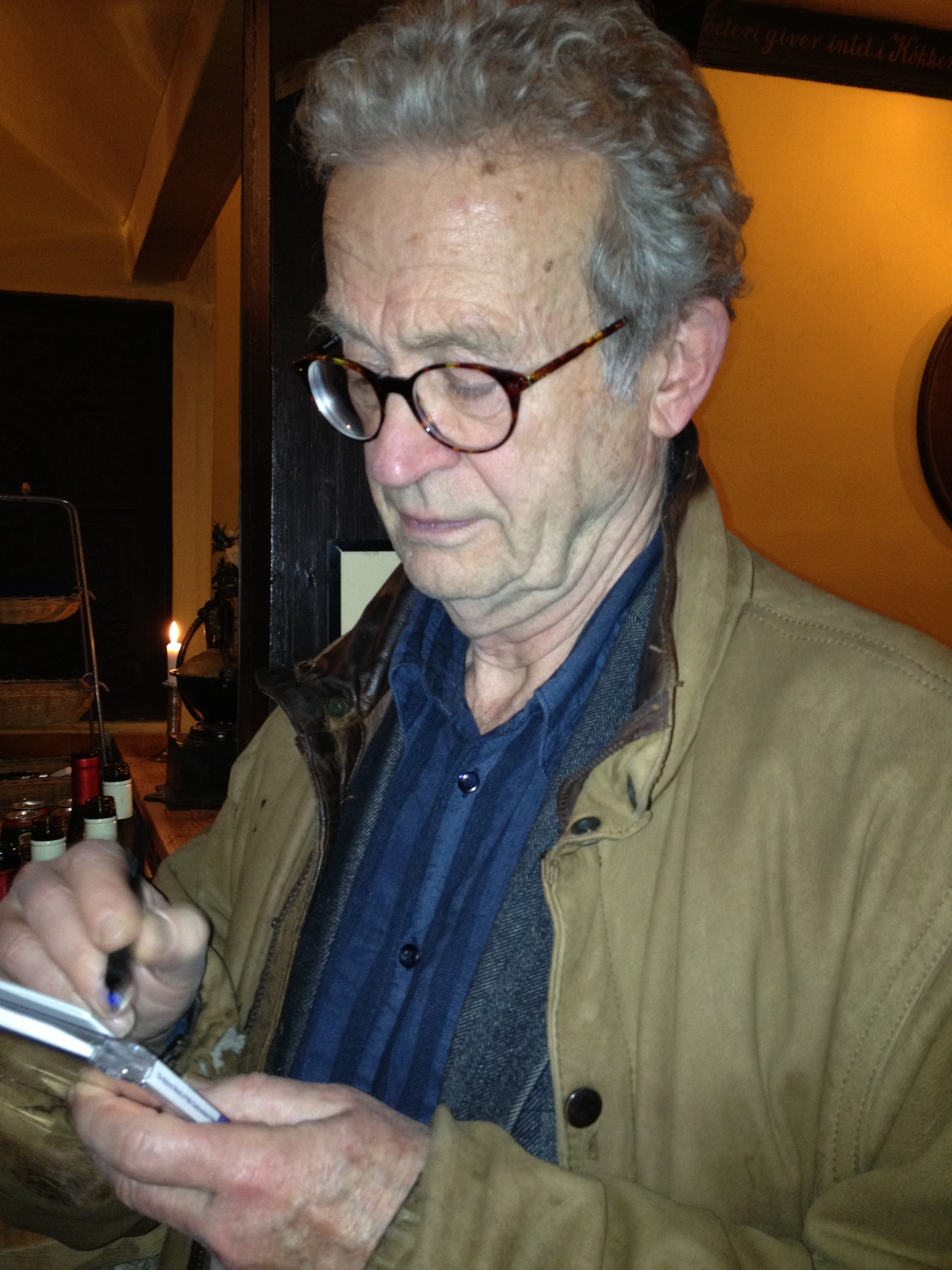
Pelle Gudmundsen-Holmgreen

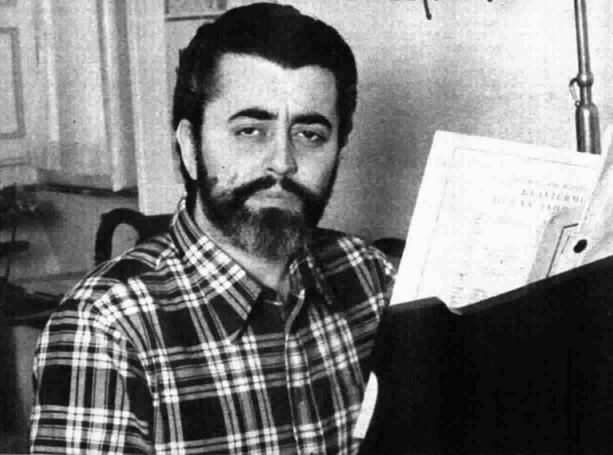
Mario Bertoncini

- 1er janvier : Giuseppe Patanè, chef d'orchestre italien († 29 mai 1989).
- 6 janvier : Yves Gérard, musicologue français († 6 octobre 2020).
- 12 janvier : Christoph Caskel, percussionniste allemand († 19 février 2023).
- 17 janvier : Jacques Cerf, compositeur suisse († 20 mars 2019).
- 21 janvier : Regina Benavente, compositrice argentine.
- 8 février : John Williams, compositeur, chef d'orchestre et pianiste américain.
- 11 février : Jerome Lowenthal, pianiste classique américain.
- 23 février : Michèle Vilma, mezzo-soprano française.
- 27 février : Roger Boutry, compositeur et chef d'orchestre français († 7 septembre 2019).
- 29 février : Reri Grist, soprano afro-américaine.
- 1er mars : Jacques Leduc, compositeur belge.
- 5 mars : André Lardrot, hautboïste français.
- 8 mars : Medea Abrahamyan, violoncelliste arménienne († 3 mars 2021).
- 9 mars : Roger Tellart, musicologue et journaliste français († 2013).
- 10 mars : Carlos Païta, chef d'orchestre argentin († 19 décembre 2015).
- 12 mars : Odile Pierre, organiste et compositrice française († 29 février 2020).
- 22 mars : Antoine Bouchard, prêtre catholique, organiste, compositeur, professeur et musicographe québécois.
- 24 mars : Christiane Eda-Pierre, soprano française († 6 septembre 2020).
- 31 mars : Dietmar Zeman, bassoniste autrichien.
- 1er avril : Georges Garvarentz, compositeur français († 19 mars 1993).
- 6 avril : Fiodor Droujinine, altiste, pédagogue et compositeur russe († 1er juillet 2007).
- 8 avril : John Kinsella, compositeur irlandais († 9 novembre 2021).
- 9 avril : Armin Jordan, chef d'orchestre suisse († 20 septembre 2006).
- 19 avril : Susanne Lautenbacher, violoniste allemande († 15 septembre 2020).
- 22 avril : Michael Colgrass, compositeur et pédagogue canadien.
- 27 avril : François Bayle, compositeur français de musique acousmatique.
- 28 avril : Marek Kopelent, compositeur tchèque († 12 mars 2023).
- 30 avril : Michel Piguet, hautboïste et pédagogue suisse († 14 novembre 2004).
- 5 mai : 
  - Mark Ermler, chef d'orchestre russe († 14 avril 2002).
  - Aurel Stroe, compositeur de musique contemporaine roumain († 3 octobre 2008).
- 13 mai : Iouri Aronovitch, chef d'orchestre israélien d'origine russe († 31 octobre 2002).
- 28 mai : Henning Christiansen, compositeur danois († 10 décembre 2008).
- 29 mai : Karl Ridderbusch, chanteur lyrique basse allemand († 21 juin 1997).
- 2 juin : Robert Kohnen, claveciniste et organiste belge († 26 décembre 2019).
- 12 juin : Almut Rössler, organiste et chef de chœur allemande.
- 14 juin : Marcel Lagorce, trompettiste français († 11 mai 2023).
- 19 juin : Jean Mongrédien, musicologue français († 16 mars 2025).
- 21 juin : Lalo Schifrin, pianiste, arrangeur, compositeur et chef d'orchestre américano-argentin († 26 juin 2025).
- 22 juin : Maurice Fleuret, compositeur, journaliste et organisateur de festivals († 22 mars 1990).
- 27 juin :
  - Anna Moffo, soprano américaine d'origine italienne († 9 mars 2006).
  - Hugh Wood, compositeur anglais († 14 août 2021).
- 1er juillet : Adam Harasiewicz, pianiste polonais.
- 3 juillet : Aldo Pagani, musicien, compositeur et producteur de disque italien († 24 mai 2019).
- 13 juillet : Per Nørgård, compositeur danois († 28 mai 2025).
- 17 juillet :
  - Pierre Duval, ténor canadien-français († 31 mai 2004).
  - Niccolò Castiglioni, pianiste et compositeur italien († 7 septembre 1996).
- 24 juillet : Jean-Claude Sillamy, musicologue et compositeur français.
- 5 août : Vladimir Fedosseïev, chef d'orchestre russe.
- 10 août : Alexander Goehr, compositeur anglais († 26 août 2024).
- 12 août : Sergueï Slonimski, compositeur russe († 9 février 2020).
- 27 août : François Glorieux, pianiste, compositeur et chef d'orchestre belge († 23 septembre 2023).
- 6 septembre :
  - Hiroyuki Iwaki, percussionniste et chef d'orchestre japonais († 13 juin 2006).
  - Gilles Tremblay, compositeur canadien († 27 juillet 2017).
- 13 septembre :
  - Bronius Vaidutis Kutavičius, compositeur lituanien († 29 septembre 2021).
  - Anton Nanut, chef d'orchestre slovène († 13 janvier 2017).
  - Miklós Takács, professeur, chef de chœur et d'orchestre canadien († 13 février 2015).
- 18 septembre : Jean-Michel Defaye, compositeur, arrangeur et chef d'orchestre français († 1er janvier 2025).
- 20 septembre : Jean-Marie Londeix, saxophoniste français († 3 mars 2025).
- 25 septembre : Glenn Gould, pianiste, compositeur, écrivain, réalisateur et homme de radio canadien († 4 octobre 1982).
- 26 septembre : Giacomo Manzoni, compositeur et critique musical italien.
- 27 septembre : Mario Bertoncini, compositeur, pianiste et enseignant italien († 19 janvier 2019).
- 9 octobre : Alain Fondary, baryton français
- 12 octobre :
  - Jean-Pierre Marty, pianiste et chef d'orchestre français († 14 mars 2024).
  - Adele Stolte, soprano allemande († 26 septembre 2020).
- 15 octobre : Jaan Rääts, compositeur, pianiste et professeur de musique estonien († 25 décembre 2020).
- 16 octobre : Henry Lewis, contrebassiste et chef d'orchestre afro-américain († 26 janvier 1996).
- 29 novembre :
- 21 novembre : Pelle Gudmundsen-Holmgreen, compositeur danois († 27 juin 2016).
- 29 novembre :
  - France Clidat, pianiste française († 17 mai 2012).
  - Antoine Tisné, compositeur français († 19 juillet 1998).
- 3 décembre : Yvon Bourrel, compositeur français († 18 mai 2024).
- 5 décembre : Akira Tamba, compositeur japonais († 14 avril 2023).
- 11 décembre : János Komives, compositeur et chef d'orchestre français († 28 janvier 2005).
- 15 décembre : Igor Štuhec, compositeur slovène.
- 16 décembre :
  - Rodion Chtchedrine, compositeur russe.
  - Naozumi Yamamoto, compositeur et chef d'orchestre japonais († 18 juin 2002).
- 19 décembre : Aubert Lemeland, compositeur français († 15 novembre 2010).
- 27 décembre : Louis-Noël Belaubre, pianiste et compositeur français.

Date indéterminée
- Jacques Chambon, hautboïste, concertiste, chambriste et professeur français († 1984).

## Décès

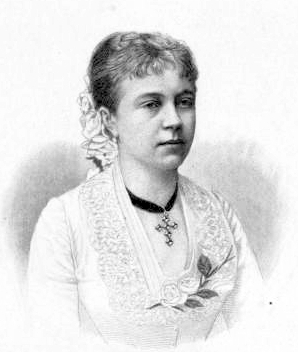
Rosa Papier

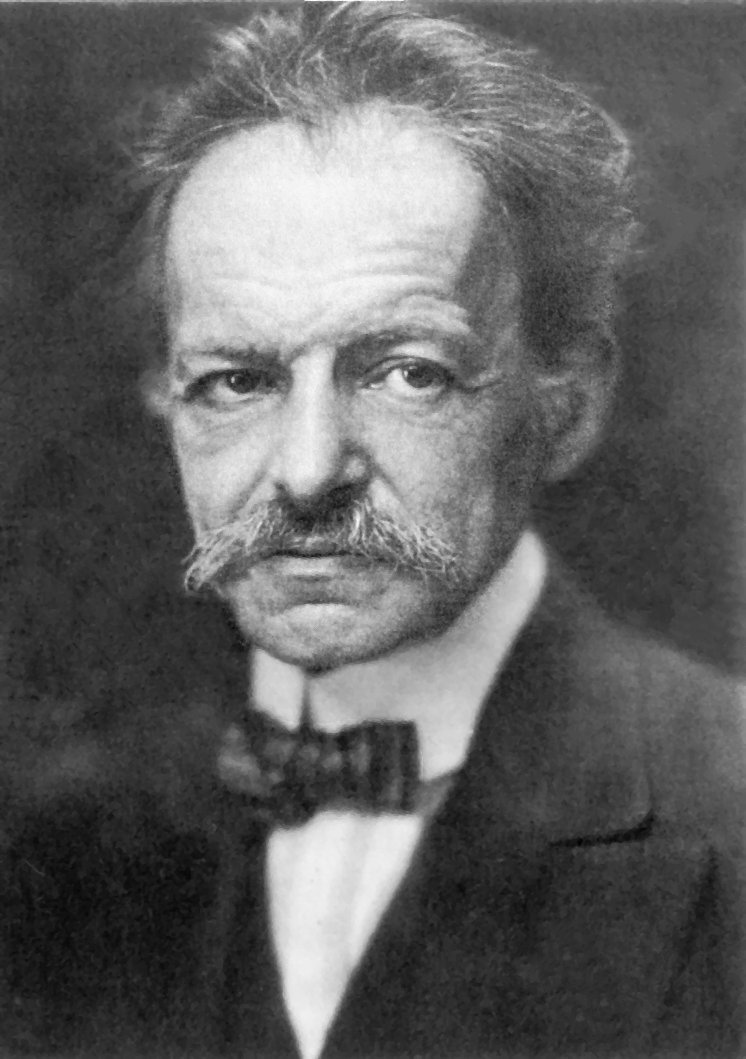
Ludwig Rottenberg

- 3 février : Lucien Chevaillier, pianiste, compositeur et critique musical français (° 21 août 1883).
- 9 février :
  - Marthe Grumbach, compositrice et professeure de musique française (° 15 juillet 1877).
  - Rosa Papier, chanteuse d’opéra mezzo-soprano autrichienne (° 18 septembre 1859).
- 3 mars : Eugen d'Albert, compositeur allemand d'origine écossaise (° 10 avril 1864).
- 6 mars : John Philip Sousa, compositeur américain (° 6 novembre 1854).
- 19 mars : Richard Specht, musicologue, dramaturge et écrivain autrichien (° 7 décembre 1870).
- 20 avril : Jean Mouliérat, ténor français (° 13 novembre 1853).
- 6 mai : Ludwig Rottenberg, compositeur et chef d'orchestre allemand/autrichien (° 11 octobre 1864).
- 11 juin : Maria Chefaliady-Taban, pianiste, professeur de musique et compositrice roumaine (° 4 novembre 1863).
- 7 juin : Emil Paur, chef d'orchestre autrichien (° 19 juillet 1855).
- 24 juin : Matilda Sissieretta Joyner Jones, soprano afro-américaine (° 5 janvier 1868).
- 24 juillet : Marie Delna, contralto française (° 3 avril 1875).
- 16 août : Pietro Floridia, compositeur italien (° 5 mai 1860).
- 21 août : Frederick Corder, compositeur britannique (° 26 janvier 1852).
- 28 août : Jean Nouguès, compositeur français (° 25 avril 1875).
- 10 septembre : Percy Fletcher, compositeur britannique (° 12 décembre 1879).
- 13 septembre : Julius Röntgen, pianiste et compositeur germano-néerlandais (° 9 mai 1855).
- 14 septembre : Jean Cras, officier de marine et compositeur français (° 22 mai 1879).
- 1er septembre : Irene Abendroth, soprano colorature autrichienne (° 14 juillet 1872).
- 26 septembre : Pierre Degeyter, ouvrier et musicien belge célèbre pour avoir composé la musique de L'Internationale (° 8 octobre 1848).
- 26 octobre : Gilda Ruta, pianiste et compositrice italienne (° 13 octobre 1853).
- 19 octobre : Arthur Friedheim, pianiste et compositeur allemand (° 26 octobre 1859).
- 29 octobre : Reveriano Soutullo, compositeur espagnol de zarzuelas (° 11 juillet 1880).
- 2 décembre : Amadeu Vives i Roig, compositeur catalan (° 18 novembre 1871).
- 3 décembre : René Lenormand, compositeur français (° 5 août 1848).
- 4 décembre : Mona McBurney, pianiste et compositrice britannique (° 29 juillet 1862).
- 19 décembre : Louis Costes, clarinettiste et compositeur français (° 25 mai 1881).
- 22 décembre : François-Xavier Mercier, ténor et compositeur canadien (° 13 août 1867).
- 24 décembre : Eyvind Alnæs, compositeur, pianiste et organiste norvégien (° 29 avril 1872).